# Schreie in der Nacht
Schreie in der Nacht (Originaltitel: Contronatura) ist ein italienisch-deutscher Spielfilm von Antonio Margheriti aus dem Jahr 1969. Er feierte in deutschen Kinos am 30. Mai 1969 Premiere und erschien 2011 erstmals auf DVD.

## Handlung
In einer stürmischen Nacht bleibt der Wagen einer Gruppe von Mitgliedern der Londoner High Society im Schlamm stecken. Sie suchen Zuflucht in einem abgelegenen Landhaus. Dort werden sie von dem geheimnisvollen Uriat und seiner wortkargen Mutter empfangen. Uriat erklärt den Gästen, dass seine Mutter über mediale Fähigkeiten verfüge und mit Toten kommunizieren könne. Einige Gäste lassen sich amüsiert dazu überreden, an einer spiritistischen Sitzung teilzunehmen. Doch als die alte Frau damit beginnt, Details aus der Vergangenheit der Anwesenden zu erzählen, schlägt die Stimmung schnell um. Es kommt heraus, dass jeder der Anwesenden ein dunkles Geheimnis mit sich trägt und die Gruppe in ein Geflecht aus gegenseitigem Betrug, Affären und Gewalttaten verstrickt ist. Auch die Gastgeber sind Teil dieses Geflechts, wie sich schließlich herausstellt. Sie wurden einst wegen eines Doppelmords angeklagt, den die Anwesenden zu verantworten haben, und sinnen auf Rache. Keiner der Gäste überlebt.

## Hintergrund
Der Film ist im Stil der Edgar-Wallace-Filme der 1960er Jahre konzipiert, gelegentlich wird er auch als Beitrag zum italienischen Giallo-Genre verstanden, das in den 1970er Jahren seine Blütezeit erlebte. Elemente des Horrorfilms sind ebenfalls enthalten.

## Kritik
„Anspruchsloser Trivialkrimi nach Schablone.“

„Unglaublich wirre Mischung aus ‚sinnlich und übersinnlich‘ auf dünner Krimigrundlage, dazu schlecht gespielt und fotografiert. Wir können nur abraten.“